# エレナ・ゲルハルト
エレナ・ゲルハルト（Elena Gerhardt, 1883年11月11日 - 1961年1月11日は、ドイツのメゾソプラノ歌手。

## 生涯
ライプツィヒ近郊コネヴィツの生まれ。ライプツィヒ音楽院のマリー・ヘドモンドの下で声楽を学び、当時音楽院の院長だったアルトゥール・ニキシュに認められ、20歳の誕生日にニキシュの伴奏でデビューを飾った。
1905年には、ライプツィヒ歌劇場でアンブロワーズ・トマの《ミニョン》とジュール・マスネの《ウェルテル》を歌い、オペラデビューも果たしたが、以後オペラには出演していない。
1906年にロンドン、1907年にパリ、1909年にモスクワへと演奏旅行し、国際的名声を確立した。1933年からロンドンを拠点に活動するようになり、1947年のリヴァプールでのリサイタルを最後に引退した。ロンドンにて没。